# Robert Rzeczycki
Robert Rzeczycki (ur. 26 lutego 1969 w Głuszycy) – polski piłkarz, występujący na pozycji obrońcy w KS Walim.
Robert Rzeczycki zadebiutował w Ekstraklasie w sezonie 1993/1994, kiedy był zawodnikiem Zagłębia Lubin. W tamtych rozgrywkach zdobył w niej również swojego pierwszego gola. Później na najwyższym szczeblu rozgrywkowym w Polsce grał jeszcze w latach 1997–1999, kiedy to występował w Pogoni Szczecin i Stomilu Olsztyn. Łącznie w Ekstraklasie rozegrał 54 mecze i strzelił trzy bramki.
W 2005 roku Rzeczycki wyjechał z Polski i został zawodnikiem klubu z Wysp Owczych – GÍ Gøta, który w sezonie 2004 zajął w Formuladeildin ósme miejsce. W nowym zespole polski zawodnik wywalczył sobie miejsce w podstawowym składzie i wystąpił w 26 meczach ligowych. Ze swoim klubem zdobył również Puchar Wysp Owczych.
Po zakończeniu sezonu 2005 Rzeczycki powrócił do Polski i przez pół roku był zawodnikiem KS Paradyż, w którego barwach rozegrał w trzeciej lidze 9 meczów i strzelił jedną bramkę. Latem 2006 roku wyjechał do Stanów Zjednoczonych, gdzie grał w polonijnej drużynie Polonia New York SC. Po powrocie do Polski i grze w niższych ligach, wyjechał do Niemiec, gdzie grał w polonijnej drużynie z Monachium.